# Muhammad ibn Tahir
Abu Abdalah Muhámmad ibn Táhir ibn Abdalah (árabe: أبو عبد الله محمد بن طاهر بن عبد الله) (Murió c. 910) fue el último gobernador tahirí de Jorasán, desde 862 hasta 873.

## Gobernador de Jorasán
Cuando el padre de Muhámmad, Táhir ibn Abdalah, murió en 862, el califa quiso reemplazarlo con el hermano de Táhir, Muhámmad ibn Abdalah ibn Táhir, pero después de que éste se negara, designó a Muhámmad como gobernador. El califa sin embargo no concedió a Muhámmad otros títulos normalmente reservados para el gobernador tahirí de Jorasán, como el de gobernador militar de Irak y Bagdad (sahib al-shurta), sino que se los dio a Muhámmad ibn Abdalah.
Cuando se convirtió en gobernador, Muhámmad era todavía joven e inexperto. Sólo dos años después de que sucedió a su padre, Tabaristán se perdió por la revuelta sayí dirigida por Hasan ibn Zayd ibn Muhámmad, y los tahiríes fueron incapaces de recuperar la provincia. En 867 el emir safarí de Sistán, Yaqub al-Saffar, tomó Herat y encarceló a su gobernador. Un ejército fue enviado bajo el general samánida Ibrahim ibn Ilyas para detener a Yaqub, pero fue derrotado, después de lo cual Muhámmad se vio obligado a llegar a un acuerdo. Durante este tiempo, Muhámmad también intentó ganarse el poder en Occidente que el califa le había dado a su tío Muhámmad ibn Abdalah. Después de que este último murió en 867, su hermano Ubaydallah se hizo cargo del poder. En oposición a Ubaydallah, Muhámmad envió a su otro tío, Sulaimán ibn Abdalah, como su representante en Irak, y Sulaymán fue capaz de ganar los títulos a expensas de Ubaydallah, aunque este último finalmente los recuperaría..
La debilidad del gobierno de Muhámmad en Jorasán finalmente conduciría a la caída del régimen tahirí allí. En 873 el emir safarí Yaqub marchó sobre la capital de Muhámmad, Nishapur. Este se negó a huir y fue capturado por los saffaríes. Durante tres años permaneció en cautiverio, pero fue liberado por las fuerzas califales después de que los saffaríes fueran derrotados en la batalla de Dair al-'Aqul en 876. Después de haber sido liberado el califa le volvió a investir con el título de gobernador de Jorasán, aunque Muhámmad nunca afirmó su autoridad allí. Varios partidarios anti-saffaríes en Jorasán, como Áhmad al-Juyistani y Rafi‘ ibn Harthama, colocaron el nombre de Muhámmad en la jutba en áreas que lograron controlar, pero Muhámmad nunca ejerció ninguna autoridad real sobre ellos.

## Vida posterior
Después de ser liberado por el califa, Muhámmad se instaló en Bagdad y desde allí trató de obtener los cargos que ocupaba Ubaydallah ibn Abdallah. Este conflicto entre los hermanos continuaría durante varios años. En 879 el saffárida Yaqub murió y fue sucedido por su hermano Amr bin Laith. Amr llegó a un acuerdo con el califa y fue investido gobernador de Jorasán, en sustitución de Muhámmad. A medida que el gobernador de Jorasán afirmaba los derechos formalmente en poder de los tahiríes a designar su representante para las oficinas en Occidente, su elección recayó en 'Ubadydallah. Amr también usó su influencia para que Muhámmad fuera detenido por su presunto apoyo juyistaní, aunque había poca evidencia para apoyar esto.
Muhámmad recuperó el favor califal cuando la paz entre el califato y los saffaríes se firmó en torno a 884. Fue nombrado gobernador de Bagdad, en lugar de 'Ubaydallah y recuperó el título de gobernador de Jorasán, aunque como antes nunca fue capaz de restablecer su dominio en esa provincia. Murió en algún momento alrededor de 910.